# Metallata conficita
Metallata conficita är en fjärilsart som beskrevs av Walker 1865. Metallata conficita ingår i släktet Metallata och familjen nattflyn. Inga underarter finns listade i Catalogue of Life.